# Fanny Tacchinardi Persiani
Fanny Tacchinardi Persiani (Roma, Itàlia, 4 d'octubre de 1812 - París, França, 3 de maig de 1867) fou una soprano italiana.
Era filla del cèlebre cantant Nicola Tacchinardi, que fou el seu mestre, i als divuit es casà amb el compositor Giuseppe Persiani.
Cantà per primera vegada en un petit teatre que el seu pare havia fet construir per les seves deixebles en una casa de camp que posseïa en els voltants de Florència.
El 1832 cantà en el Teatre de l'Òpera de Liorna, i en poc temps es va convertir en una de les cantants de més anomenada d'Europa, alternant amb els millors cantants de l'època, com el baríton Giorgio Ronconi entre d'altres. El 1834 va crear el paper de Rosmonda a Rosmonda d'Inghilterra de Donizetti. De 1837 a 1848 va romandre quasi sempre a París i Londres i després viatjà per Països Baixos i Rússia, però a partir del 1849 la seva veu li’n va desaparèixer per complet i hagué de renunciar a l'escena.